# M-learning
M-learning o mobile learning, è l'apprendimento a distanza con l'ausilio di dispositivi elettronici mobili personali come PDA, telefono cellulare, riproduttori audio digitali, fotocamere digitali, registratori vocali, pen scanner, ecc.
Può essere finalizzata ad alcuni obiettivi del progetto educativo di un'istituzione educativa svincolando l'intervento didattico dai limiti posti dalla compresenza fisica degli studenti. Nasce come evoluzione dell'e-learning o electronic learning, cioè apprendimento con l'ausilio di dispositivi elettronici, il quale - a sua volta - trae origine dal d-learning o distance learning, ovvero apprendimento a distanza. Le differenze tra e-learning e m-learning sono molteplici. La prima presuppone la disponibilità di un computer desktop o laptop, fruibile solo in alcuni contesti, mentre gli strumenti mediante i quali si accede al m-learning non sono vincolati a un luogo e possono essere fruibili ovunque e in qualsiasi situazione.
Il rapido sviluppo della tecnologia delle comunicazioni e dell'informatica ha reso possibile sviluppare nuove forme di istruzione. La conoscenza di dispositivi mobili da parte degli studenti di oggi rende possibile l'ingresso dell'apprendimento mobile. Gli allievi che usano dispositivi di apprendimento mobile ricercano lezioni just-in-time, just-for-me ("al momento, proprio per me") in formati piccoli e gestibili, da poter utilizzare laddove ne abbiano bisogno. In generale, l'apprendimento mobile può essere considerato una forma di insegnamento o di studio che si verifica quando un allievo interagisce attraverso dispositivi mobili.

## Storia
La storia del m-learning inizia nel 1927 quando Jacques Roston, fondatore di Linguaphone cominciò a distribuire il proprio corso di lingue non più a mezzo di speciali fonolettori ma mediante dischi per i grammofoni di uso comune.
Un passo avanti verso il moderno m-learning fu immaginato da Alan Kay, consulente dello Xerox Palo Alto Research Center Incorporated, che, a partire dal 1968, propose l'idea, rivoluzionaria per l'epoca, di una sorta di computer portatile (dallo stesso denominato Dynabook) con il quale poter approcciare i bambini al mondo dell'informatica.
Dal 2000 in poi la Commissione Europea ha finanziato vari progetti in tal senso, tra cui:
- nel 2001 il progetto m-learning, volto a catturare l'interesse dei giovani, assistendoli nel perseguire i loro obbiettivi di apprendimento utilizzando materie di loro interesse;
- nel 2002 il progetto di ricerca mondiale a guida europea MOBIlearn, volto ad esplorare le potenzialità indotte dall'innovazione nel campo delle tecnologie di comunicazione mobile ai fini dell'apprendimento.